# Syama Prasad Mukherjee

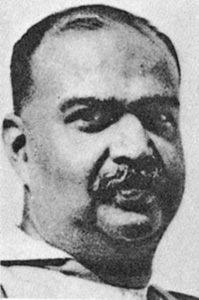
Syama Prasad Mukherjee

Syama Prasad Mukherjee (bengalisch শ্যামাপ্রসাদ মুখোপাধ্যায়, Śyāmāprasād Mukhopādhyāẏ; * 6. Juli 1901 in Kalkutta; † 23. Juni 1953 in Srinagar) war ein indischer Politiker und Rechtsanwalt. Anfänglich war er in der indischen Kongresspartei aktiv und setzte sich vor allem für die Rechte der Hindus in der Provinz Bengalen ein. Nach der Unabhängigkeit amtierte er als Minister in der ersten indischen Regierung. Nach Differenzen mit Premierminister Jawaharlal Nehru schied er aus der Regierung aus und gründete 1951 die Bharatiya Jana Sangh, die Vorläuferpartei der heutigen Bharatiya Janata Party (BJP).

## Leben
Syama Prasad Mukherjee wurde 1901 in Kalkutta, der damaligen Hauptstadt Britisch-Indiens in eine bengalische Hindu-Familie geboren. Sein Vater Sir Ashutosh Mukherjee war Richter am High Court of Judicature at Fort William (heute Calcutta High Court), dem damaligen obersten Gericht Britisch-Indiens, und Vizekanzler der University of Calcutta. Seine Mutter war Lady Jogamaya Devi Mukherjee. Er hatte noch einen jüngeren Bruder, Umaprasad Mukhopadhyay, der später als bengalischer Schriftsteller und Autor von Büchern über den Himalaya Bekanntheit erlangte. Mukherjee erhielt seine Ausbildung in Kalkutta und studierte an der dortigen Universität Englisch und Rechtswissenschaften. 1923 erwarb er den Titel eines Bachelor of Laws und wurde 1924 als Rechtsanwalt am High Court von Kalkutta zugelassen. 1926 bis 1927 studierte er am Lincoln’s Inn in London und wurde dort 1927 als Barrister zugelassen. Er kehrte nach Indien zurück, wo er zunächst in der akademischen Verwaltung der Universität Kalkutta tätig war. 1933 bis 1938 amtierte er, wie schon zuvor sein 1924 verstorbener Vater, als Vizekanzler der Universität Kalkutta. Während seiner Amtszeit hielt auf seine Einladung hin Rabindranath Tagore die Eröffnungsrede für das akademische Jahr 1937 erstmals nicht auf Englisch, sondern auf Bengalisch.
1922 heiratete er Sudha Debi, Tochter von Dr. Benimadhav Chakravarty, mit der er fünf Kinder hatte. Seine Frau starb nach 11-jähriger Ehe an einer Lungenentzündung. Danach kümmerte sich vorwiegend seine Schwägerin um die Erziehung seiner Kinder.
Seit Ende der 1920er Jahre war Mukherjee politisch aktiv. 1929 bis 1930 wurde er als Vertreter der Universität in den Legislative Council (Gesetzgebenden Rat) der Provinz Bengalen entsandt. Er schloss sich dem Indischen Nationalkongress an, der damals als politisches Ziel den Dominion-Status für Britisch-Indien formuliert hatte. Später wurde er erneut als unabhängiger Kandidat gewählt. Während der Jahre 1937–41, als die Krishak Praja Party in Koalition mit der Muslimliga die Mehrheit im bengalischen Legislative Council hatte, war er Führer der Opposition.
In den Jahren 1941–42 amtierte er als Finanzminister der Provinz Bengalen in der Progressive Coalition-Regierung unter Fazlul Haq, der letzten Koalitionsregierung aus Muslimen und Hindus in Bengalen. In der Folgezeit wurde er mehr und mehr zu einem Sprecher der Hindu-Interessen, da er die Notwendigkeit fühlte, den Aktionen der Muslimliga unter Muhammad Ali Jinnah ein Gegengewicht entgegenzusetzen. 1944 wurde er zum Präsidenten der Akhil Bharatiya Hindu Mahasabha (ABHM, All India Hindu Mahasabha), der Hindu-Gegenorganisation zur Muslimliga gewählt. Er wurde im Rashtriya Swayamsevak Sangh (RSS), der nationalen Hindu-Freiwilligen-Organisation aktiv und besuchte regelmäßig Sommerkurse und ideologische Schulungen des RSS. Während der Hungersnot in Bengalen 1943 organisierte er Hilfsaktionen für die betroffenen Gebiete. Im Gefolge der Teilung Indiens, die Mukherjee anfänglich vehement bekämpft hatte, und der Abtrennung des neuen Muslim-Staates Pakistan kam es zu Gewalttätigkeiten, denen auf beiden Seiten Hunderttausende Hindus und Muslime zum Opfer fielen. Folge der Teilung war auch die Teilung Bengalens in einen überwiegend von Hindus bewohnten Teil (den heutigen indischen Bundesstaat Westbengalen) und einen überwiegend von Muslimen bewohnten Teil (das damalige Ostpakistan und heutige Bangladesch). Mukherjee erlebte die Gewalttätigkeiten in Bengalen quasi aus nächster Nähe mit, so die Unruhen in Kalkutta 1946, bei denen etwa 5.000 Menschen (sowohl Hindus als auch Muslime) starben und die Ausschreitungen von Noakhali im Oktober/November 1946, denen 5–10.000 bengalische Hindus zum Opfer fielen.

## Ministeramt, Rücktritt und Gründung der Bharatiya Jana Sangh
Premierminister Nehru berief Mukherjee, der großes Ansehen als gebildeter Jurist und Verwaltungsfachmann genoss, 1947 zum Minister für Industrie in die erste indische Interimsregierung. Im Jahr 1950 kam es über den Abschluss eines Abkommens mit Pakistan über Flüchtlingsfragen zum Zerwürfnis zwischen Nehru und Mukherjee. Das Abkommen sah die partielle Entschädigung von Flüchtlingen auf beiden Seiten vor. Mukherjee, der die millionenfachen Flüchtlingsströme und die Massaker an Hindus in Ost-Pakistan vor Augen hatte, sprach sich gegen das Abkommen aus, das er als Beschwichtigungs-Politik ansah und verlangte eine schärfere Gangart gegenüber Pakistan. Er trat zusammen mit dem ebenfalls aus Bengalen stammenden Minister Kshitish Chandra Neogy von seinem Ministeramt zurück und gründete am 21. Oktober 1951 in Delhi eine neue Partei, die Bharatiya Jana Sangh (BJS). Die BJS wurde weithin als politischer Arm des RSS gesehen und trat politisch im Gegensatz zum säkular-sozialistischen Kurs der Kongresspartei unter Nehru für ein hinduistisch dominiertes Indien und die Programmatik der Hindutva ein. 
Zu einem Streitpunkt wurde auch der Status Jammu und Kashmirs in Indien. Der größte Teil Jammu und Kashmirs war nach der Unabhängigkeit zu Indien gekommen und nur ein kleinerer Teil verblieb bei Pakistan. Um der muslimischen Bevölkerungsmehrheit in diesem Bundesstaat entgegenzukommen, war die Regierung Nehru bereit, Jammu und Kashmir sehr weitgehende Sonderrechte einzuräumen. Diese waren in Paragraph 370 der indischen Verfassung festgehalten. Vom indischen Parlament erlassene Gesetze – sofern sie nicht Außenpolitik, Kommunikation und Militär betrafen – erlangten nur dann Gültigkeit in Jammu und Kashmir, wenn sie explizit vom dortigen Parlament gebilligt wurden. Jammu und Kashmir erhielt einen eigenen Premierminister, eine eigene Staatsflagge und war weiter durch eine Zollgrenze vom restlichen Indien getrennt. Mukherjee trat mit seiner BJS dafür ein, die Sonderrechte Jammu und Kashmirs abzuschaffen, um den Bundesstaat voll in die Indische Union zu integrieren, und initiierte eine entsprechende politische Kampagne nach dem Motto ek pradhan, ek nishan, ek vidhan (ein Präsident, eine Flagge, eine Verfassung). Allerdings zeigte er sich hinsichtlich der Autonomieregelungen kompromissbereit. Er begab sich nach Kashmir, wo er beim Grenzübertritt bei Lakhanpur am 11. Mai 1953 verhaftet wurde. Er verstarb im Gefängnis von Srinagar am 23. Juni 1953, möglicherweise infolge einer Lungenembolie mit Pneumonie. Der Tod wurde seinem allgemeinen Gesundheitszustand zugeschrieben und es erfolgte keine weitere Untersuchung der Todesumstände. Später nannten einzelne BJP-Politiker Mukherjee einen „Märtyrer“, oder sprachen davon, dass er einer „Verschwörung Nehrus“ zum Opfer gefallen sei.

## Beurteilung und Nachwirkung

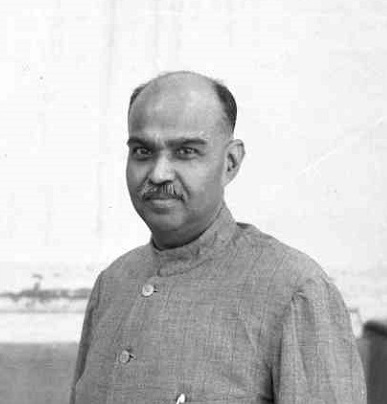
Koloriertes Bild von Mukherjee

Die historische Bedeutung S. P. Mukherjees liegt vor allem in seiner Nachwirkung. Die von ihm begründete Bharatiya Jana Sangh (später meist Jan Sangh oder Jana Sangh abgekürzt) vertrat die hindu-nationalistische Programmatik in der politischen Landschaft Indiens in den ersten zwei Jahrzehnten nach der Unabhängigkeit. Auch wenn Mukherjee mit hindunationalistischen Ideen liebäugelte, war er kein engstirniger Hindu-Nationalist. Ihm schwebte die Gründung einer großen konservativen nationalen Volkspartei vor, die der dominierenden, unter Nehru stark von sozialistischen Ideen beeinflussten Kongresspartei wirksam politisch entgegentreten konnte. Mehrfach versuchte er während seiner kurzen Amtszeit als Parteivorsitzender, die von ihm gegründete Bharatiya Jana Sangh mit anderen konservativen Parteien zu fusionieren, um ihr eine auch ideologisch breitere, weniger kommunalistische Basis zu geben. Der frühe Tod Mukherjees verhinderte jedoch die Ausführung dieser Projekte und seine Partei verblieb in den folgenden zwei Jahrzehnten ihrer Existenz auf ihrer relativ schmalen hindunationalistischen Basis. Sie konnte bei den gesamtindischen Wahlen 1957 bis 1971 zwischen 6 und 10 Prozent der Stimmen gewinnen, entwickelte sich jedoch nicht zu einer echten Volkspartei und gewann nie ein großes politisches Gewicht. 1977 schloss sich die BJS mit drei weiteren Parteien zur Janata Party zusammen. Diese heterogene Partei hielt jedoch nicht lange zusammen und zerfiel in den Jahren 1978–1980 in viele Einzelparteien. 1980 gründeten ehemalige Jan Sangh-Parteigänger die alte Partei unter dem Namen Bharatiya Janata Party (BJP) neu. Die BJP stieg in den folgenden Jahrzehnten zu einer der wichtigsten politischen Parteien in Indien auf. Die heutige BJP betrachtet Syama Prasad Mukherjee als einen ihre geistigen Väter und beruft sich auf ihn.
Der indische Dr. Syama Prasad Mookerjee Tunnel ist nach ihm benannt.